# Novak Roganović
Novak Roganović (cyr.: Hoвaк Poгaнoвић, ur. 14 stycznia 1932 w Sencie, zm. 4 lutego 2008 w Nowym Sadzie) – serbski piłkarz występujący na pozycji obrońcy. Reprezentant Jugosławii.

## Kariera klubowa
Roganović karierę rozpoczynał w sezonie 1954/1955 w pierwszoligowej Vojvodinie. W sezonach 1956/1957 oraz 1961/1962 wywalczył z nią wicemistrzostwo Jugosławii. W 1963 roku przeszedł do Austrii Wiedeń. W sezonie 1963/1964 został w jej barwach wicemistrzem Austrii, a także dotarł z nią do finału Pucharu Austrii. W 1964 roku odszedł do holenderskiego Enschedese Boys z drugiej ligi. Spędził tam sezon 1964/1965, a potem zakończył karierę.

## Kariera reprezentacyjna
W reprezentacji Jugosławii Roganović zadebiutował 1 stycznia 1960 w wygranym 5:0 towarzyskim meczu z Marokiem. W tym samym roku zdobył złoty medal na Letnich Igrzyskach Olimpijskich. W drużynie narodowej rozegrał 7 spotkań, wszystkie w 1960 roku.